# Mesene bomilcar
Mesene bomilcar är en fjärilsart som beskrevs av Pieter Cramer 1790. Mesene bomilcar ingår i släktet Mesene och familjen Riodinidae. Inga underarter finns listade i Catalogue of Life.

## Bildgalleri

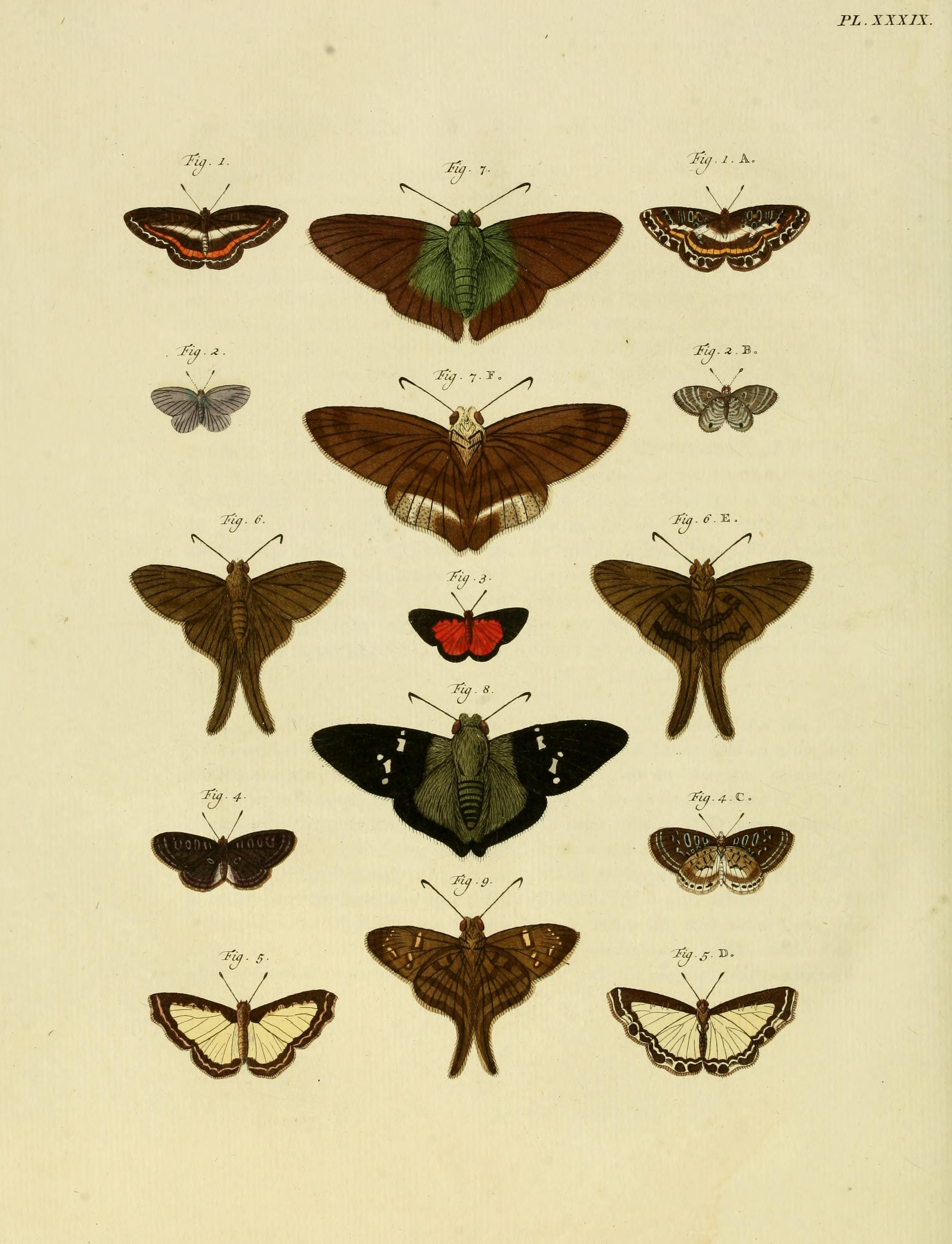